# Windows Mixed Reality
Windows Mixed Reality, in precedenza noto come Windows Holographic, è una piattaforma basata sul sistema operativo Windows 10 per visori di realtà aumentata e Realtà virtuale ideata da Microsoft.

## Storia
Windows Mixed Reality è stato presentato contestualmente al suo device di rappresentanza, Hololens (in origine denominato "Progetto Baraboo"). HoloLens conobbe una fase di sviluppo a partire dal 2010, ma fu concepito ancor prima come disegno originale per quello che sarebbe poi diventato il sensore Kinect della piattaforma Xbox.
L'introduzione della tecnologia avvenne in concomitanza con il lancio del sistema operativo Windows 10 nell'autunno del 2015. La piattaforma, annunciata il 21 gennaio 2015 durante la conferenza stampa tenuta dai vertici dell'azienda, sarebbe dovuta essere implementata su ogni dispositivo (PC, smartphone e tablet) che montasse tale sistema operativo.
Il primo annuncio di HoloLens da parte di Microsoft risale al gennaio 2015, seguito il 31 marzo 2016 dall'apertura per sviluppatori e partner commerciali in Stati Uniti e Canada. A novembre 2017 Microsoft ha annunciato la disponibilità di Hololens anche in Italia e altri 29 paesi.
In occasione della Game Developers Conference 2017 Microsoft ha annunciato in cambio del nome da Windows Holographic a Windows Mixed Reality.

## Microsoft HoloLens
Microsoft HoloLens è il dispositivo progettato per sfruttare le potenzialità del sistema Windows Mixed Reality. Si tratta di un visore senza cavi, un Head-mounted display, che monta al proprio interno il sistema operativo Windows 10. Le lenti utilizzano sensori avanzati, un display ottico 3D ad alta definizione ed un sistema di scansione spaziale dei suoni che consentono a chi li indossa di poter fruire di applicativi di realtà aumentata attraverso un'inedita interfaccia olografica con la quale poter interagire mediante lo sguardo, la voce o i gesti delle mani.
Tra i tipi di sensore utilizzati da HoloLens vi è una telecamera di profondità ad alta efficienza energetica, con un campo di 120°x120° di visuale. Ulteriori funzionalità fornite dai sensori sono rappresentate dalla possibilità di effettuare head-tracking, cattura video, e cattura del suono. Oltre che una CPU di fascia alta ed una GPU, HoloLens offre anche una Holographic Processing Unit (HPU), ovvero un coprocessore che integra i dati dai vari sensori e gestisce attività come la mappatura del territorio, il riconoscimento dei gesti ed il riconoscimento vocale.
La prima versione di HoloLens, c.d. Development Edition, è disponibile dal 30 marzo 2016, pensata soprattutto per sviluppatori, è venduta a un prezzo di 3000 USD. Nella sua versione Enterprise Edition è disponibile a 5000 USD.
La seconda versione di HoloLens, HoloLens 2, è stata annunciata al Mobile World Congress di Barcellona il 24 febbraio 2019, ed è disponibile in pre-ordine al prezzo di 3500 USD. Tra le varie migliorie apportate, il campo visivo è stato raddoppiato, il tracciamento è più affidabile, l'interazione risulta più intuitiva ed è stata incrementata l'ergonomia. Microsoft ha progettato questo dispositivo soprattutto per un campo di impiego industriale.

## Le applicazioni
Le applicazioni mostrate per Microsoft HoloLens includono HoloStudio, un'applicazione di modellazione 3D attraverso la quale poter produrre progetti di stampa per stampanti 3D; Holobuilder, una dimostrazione ispirata al videogioco Minecraft; l'implementazione del programma di messaggistica istantanea Skype, ed OnSight, un software sviluppato in collaborazione con la NASA, capace di integrare i dati provenienti dalle sonde presenti sul pianeta Marte (al fine di poter riprodurre una simulazione tridimensionale dell'ambiente di riferimento, che esperti da tutto il mondo potranno visualizzare, interagendo e collaborando attraverso il visore di Microsoft).
In occasione della Build conference 2016, Microsoft ha annunciato una lista più estesa di partner che hanno adottato Microsoft HoloLens. Numerose aziende dei settori automobilistico ed aerospaziale infatti, hanno comunicato di avere iniziato ad utilizzare Microsoft HoloLens in vari scenari, dalla produzione al design. Tra essi Airbus, Audi, Volkswagen.
A settembre 2017 Microsoft ha pubblicato due nuove app per Hololens, Remote Assist e Layout, facenti parti del pacchetto Dynamics 365, utilizzabili la prima per fornire assistenza tecnica remota, la seconda per creare Layout di impianto industriale.
Anche in Italia sono state realizzate numerose applicazioni tra cui quelle di alcune associazioni come WWF che ha scelto HoloLens per raccontare attraverso la Mixed Reality, scenari virtuali e immersivi come le specie marine che abitano gli ambienti del Mediterraneo. Per sostenere la campagna #GenerAzioneMare, WWF ha trasformato Piazza Gae Aulenti a Milano in un fondale mediterraneo grazie ad HoloLens, permettendo di vedere da vicino le numerose specie che lo abitando, aumentando così la consapevolezza delle persone del valore degli oceani e della loro difesa.